# Europeiska unionens byrå för grundläggande rättigheter
Europeiska unionens byrå för grundläggande rättigheter (på engelska: European Fundamental Rights Agency, FRA) är en EU-byrå som invigdes 1 mars 2007 och har sitt säte i Wien. Den inrättades genom rådets förordning (EG) nummer 168/2007 av den 15 februari 2007 som efterföljare till Europeiskt centrum för övervakning av rasism och främlingsfientlighet (European Monitoring Centre on Racism and Xenophobia, EUMC).

## Uppdrag
Dess uppdrag omfattar ”insamlande och analys av data om grundläggande rättigheter, i princip vad gäller alla rättigheter som räknas upp i stadgan [om de grundläggande rättigheterna]”; den är emellertid avsedd att inrikta sig på i synnerhet ”de ämnesområden som ingår i EU:s lagstiftning”. Detta är en utvidgning av EUMC:s tillämpningsområde, som inskränktes att omfatta rasism och främlingsfientlighet.
Liksom förutvarande EUMC, sysslar FRA i första hand med utredning, rapportering, tillhandahållan av expertis för EU:s organ, medlemsländer och kandidatländer, samt folkupplysning. Byrån är inte avsedd att ingripa i enskilda fall – det beredningsområdet hör till Europeiska domstolen för de mänskliga rättigheterna – utan snarare att undersöka breda frågor och tendenser.
Europaparlamentet har uppdragit byrån att fortsätta utredningen om homofobi i Polen som påbörjats av parlamentariker.

### FRANET
Byrån har ett tvärvetenskapligt forskningsnätverket FRANET, som är verksamt sedan juli 2011 och som ersatte de tidigare nätverken FRALEX och RAXEN. FRANET som består av nationella kontaktpunkter, en eller flera organisationer i varje medlemsland. De organisationer i Sverige som har tilldelats uppgiften är Skaraborgsinstitutet för forskning och utveckling och Centrum mot rasism, i Finland är det Förbundet för mänskliga rättigheter och Institutet för mänskliga rättigheter vid Åbo Akademi.
I det förutvarande Europeiska nätverket för information om rasism och främlingsfientlighet (European Racism and Xenophobia Information Network, RAXEN) var Expo Sveriges nationella kontaktpunkt under några år.

## EUMC:s tidigare verksamhet
Europeiskt centrum för övervakning av rasism och främlingsfientlighet hade också sitt säte i Wien under Beate Winkles ledning. Det växte fram ur den rådgivande Kommissionen mot rasism och främlingsfientlighet (Commission on Racism and Xenophobia, CRX), upprättad 1994, även känd som Kahn-kommissionen. CRX omvandlades till EUMC i juni 1998; formellt inrättat genom rådets förordning (EG) nummer 1035/97 av den 2 juni 1997.

### Rapport om ökning av antisemitiska angrepp i EU
Under 2003 publicerades en rapport kallad Manifestations of Anti-Semitism in the EU 2002–2003. I denna katalogiserades den kända ökningen av angrepp på judar och på judiska affärsrörelser, synagogor och begravningsplatser. De länder med de mest anmärkningsvärda antalet angrepp var Belgien, Frankrike, Tyskland, Nederländerna och Storbritannien. Enligt rapporten är den största enskilda gruppen bakom angreppen unga muslimska européer. Den största ökningen av rapporterade angrepp konstaterades i Sverige: 26,4 procent. Den är den enda rapporten om antisemitism av EUMC.
Financial Times avslöjade att EUMC ville stoppa publiceringen av rapporten. EUMC:s invändning var att även vänsterextrema grupper ingick och menade att det var svårt att skilja på kritik mot Israel och antisemitism. Försöken att stoppa rapporten uppmärksammades och kritiserades även i Sverige.

### Rapport om islamofobi i EU efter 11 september
EUMC genomförde den mest omfattande övervakningsföretaget som någonsin gjorts på islamofobi efter 11 september-attackerna.
Av tillhopa 75 rapporter – 15 från varje medlemsland – publicerades en sammanställning i maj 2002. Den gjordes av Chris Allen och professor Jørgen Nielsen vid University of Birmingham i Storbritannien.
Rapporten belyste tillfällen då muslimer skymfas och ibland utsätts för vedergällningsangrepp. Frånsett vissa skillnader inom varje medlemsland, var upprepningen av angrepp på gatan på igenkännbara och synliga drag av islam och muslimer rapportens viktigaste upptäckt: allt mellan verbala smädelser urskillningslöst beskyllande alla muslimer för attentatet, kvinnor fick sina hijab dragna av deras huvuden, muslimska män och kvinnor bespottades, barn kallades ”Usama” som ett förolämpande och hånfullt begrepp, och enstaka överfall. Återgivningen av muslimer i media noterades också. En del media sökte att skilja på muslimska terrorister och andra muslimer medan andra inte. Vissa länder (som Portugal) hade inga problem med att vanära alla muslimer som våldsamma och stridslystna.
Rapporten drog därför slutsatsen att ”en större mottaglighet för antimuslimska och andra främlingsfientliga idéer och uppfattningar har blivit, och kan mycket väl fortsätta att bli, mer accepterad.”

## Organisation

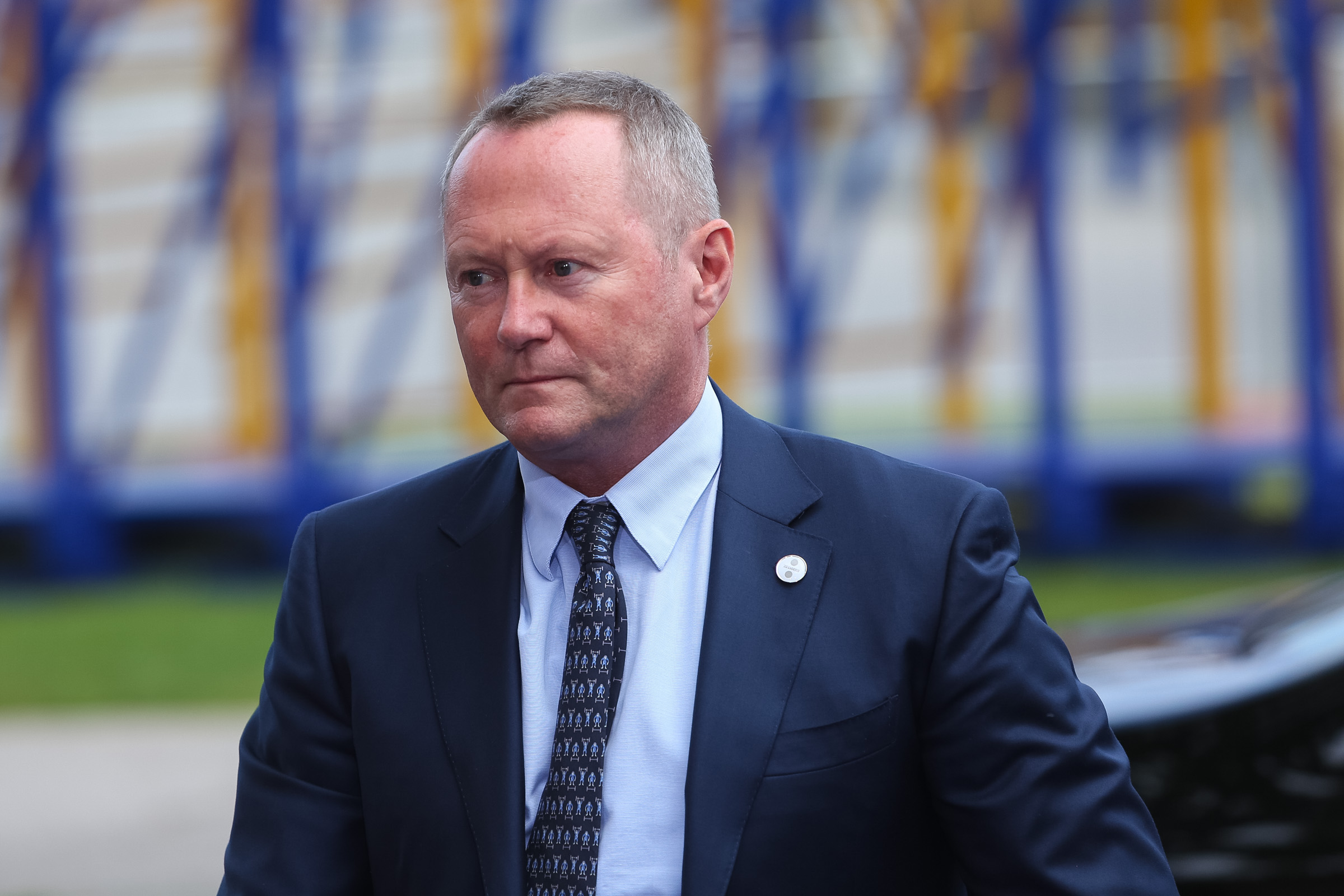
Michael O'Flaherty, direktör för FRA

FRA leds av en direktör, som sedan september 2015 är Michael O'Flaherty.